# MGF (Milaan)
MGF, Motocicli Garanzini Francesco, is een historisch Italiaans motorfietsmerk. De motorfietsen werden van 1921 to 1925 in Milaan gemaakt. 
Tot 1921 bouwden de gebroeders Francesco en Orsete Garanzini samen motorfietsen, dat deden ze waarschijnlijk onder de merknaam Verus). Daarna bouwde Oreste ze als Garanzini en Garanzini-JAP, terwijl Francesco de merknaam MGF gebruikte. Hij bouwde 248-, 348 en 498 cc Blackburne zij- en kopklepmotoren in.